# 科木女子足球會
科木女子足球會（F.C. Como Women）通常簡稱科木女足或科木，是一家意大利女子足球球會，位於科木。球隊目前在意大利甲組足球聯賽中角逐。